# Emilio Fornet
Emilio Fornet de Asensi (Madrid, ? de 1889 - 1985) fue un escritor, poeta, actor, de cine, teatro y televisión español.

## Biografía
Emilio Fornet  fue hijo de Isabel Asensi y Antonio Fornet Quilis, oriundo de Valencia que trabajó como profesor de piano del Conservatorio de Música de esta ciudad, donde aprobó la oposición en 1906. Emilio fue alumno del Conservatorio de Música y Declamación de Valencia, donde tuvo una sólida formación en declamación, de mano de su profesor Colom, así como realizó sus estudios de violín, donde destacó obteniendo el segundo premio en su quinto curso. 
Su faceta literaria, tiene como punto de partida profesional, noviembre de 1916, cuando comenzó a trabajar para el periódico valenciano La correspondencia de Valencia, colaborando en una sección donde escribía sobre diferentes temas de actualidad, pero tratados con estilo poético. En esa etapa Fornet se centró en su faceta de poeta, presentando por primera vez, sus poesías en el Círculo de Bellas Artes de Valencia. A este recital le seguirían otros como en la Juventud Artística, así como conferencias sobre la prosa.
En Valencia conoció a Amparo Martínez. Se casó con ella y tuvieron dos hijos, Emilio y Amparo. Se trasladó a Madrid, donde continuó trabajando de periodista en el periódico La Libertad. El artículo más antiguo que se ha encontrado, de esta publicación, es una crónica titulada «Desde Valencia» publicada en La Libertad, el 4 de marzo de 1923. Paralelamente, seguía trabajando para La correspondencia de Valencia y puntualmente hizo colaboraciones con otros periódicos valencianos como: El Pueblo y Las Provincias. También escribía para publicaciones nacionales como en La Voz, La Gaceta Literaria y El Heraldo de Madrid.

Publicó más de 15 libros, además de poemas, novelas.

En 1955, empezó a trabajar en el mundo del cine con más de 100 interpretaciones, entre películas, series y cortometrajes, conocido por trabajar en la gran mayoría de las películas de Fernando Esteso y Andrés Pajares.

## Televisión
- Tarde de teatro (1986) 

- Segunda enseñanza (1986) 

- Media Naranja (1985) 

- Página de sucesos (1985) 

- La huella del crimen (1985) 

- Todo va mal (1984) 

- Teresa de Jesús (1984) 

- Sonata de estío (1982) 

- Historias para no dormir (1982) 

- La máscara negra (1982) 

- Fortunata y Jacinta (1980) 

- Mala racha (1977) 

- Los libros (1976) 

## Filmografía
| Año  | Película                                  | Director                          | Personaje                  |
| ---- | ----------------------------------------- | --------------------------------- | -------------------------- |
| 1985 | ¡Qué tía la C.I.A.!                       | Mariano Ozores                    | Lorenzo                    |
| 1985 | El rollo de septiembre                    | Mariano Ozores                    | Abuelo de Narciso          |
| 1985 | La hoz y el Martínez                      | Álvaro Sáenz de Heredia           | -                          |
| 1984 | La de Troya en el Palmar                  | José María Zabalza                | Abuelo peregrino           |
| 1984 | La biblia en pasta                        | Manuel Summers                    | Noé                        |
| 1984 | Cuando Almanzor perdió el tambor          | Luis María Delgado                | -                          |
| 1984 | Christina y la reconversión sexual        | Francisco Lara Polop              | -                          |
| 1984 | El cura ya tiene hijo                     | Mariano Ozores                    | Anciano pintor             |
| 1984 | Bajo en nicotina                          | Raúl Artigot                      | Anciano vecino             |
| 1984 | La Lola nos lleva al huerto               | Mariano Ozores                    | Rodolfo                    |
| 1984 | Al este del oeste                         | Mariano Ozores                    | Sheriff                    |
| 1983 | La loca historia de los tres mosqueteros  | Mariano Ozores                    | Posadero                   |
| 1983 | Los caraduros                             | Mariano Ozores                    | Tinín                      |
| 1983 | Truhanes                                  | Miguel Hermoso                    | Cueco                      |
| 1983 | El arreglo                                | José A. Zorrilla                  | Atanasio                   |
| 1983 | Agítese antes de usarla                   | Mariano Ozores                    | Abuelo estreñido           |
| 1983 | El currante                               | Mariano Ozores                    | Don Senen                  |
| 1982 | Padre no hay más que dos                  | Mariano Ozores                    | Comprador de casa          |
| 1982 | Un rolls para Hipólito                    | Juan Bosch                        | Huésped                    |
| 1982 | Chispita y sus gorilas                    | Luis María Delgado                | Padre Anselmo              |
| 1982 | Valentina                                 | Antonio José Betancor             | Pastor                     |
| 1982 | La colmena                                | Mario Camus                       | Fotógrafo                  |
| 1982 | ¡Que vienen los socialistas!              | Mariano Ozores                    | Alumno de autoescuela      |
| 1982 | El hijo del cura                          | Mariano Ozores                    | Anciano cliente del Burdel |
| 1982 | Cristóbal Colón, de oficio... descubridor | Mariano Ozores                    | -                          |
| 1982 | Las chicas del bingo                      | Julián Esteban                    | Sr. Baldomero              |
| 1982 | Todo es posible en Granada                | Rafael Romero Marchent            | Curro                      |
| 1982 | Otro tango                                | Ignacio López Brea                | -                          |
| 1981 | Brujas mágicas                            | Mariano Ozores                    | -                          |
| 1981 | Los Liantes                               | Mariano Ozores                    | Abuelo                     |
| 1981 | Kargus                                    | Juan Miñón, Miguel Ángel Trujillo | Mudo                       |
| 1981 | El soplagaitas                            | Mariano Ozores                    | -                          |
| 1981 | El crack                                  | José Luis Garci                   | Miguelito                  |
| 1981 | ¿Dónde estará mi niño?                    | Luis María Delgado                | -                          |
| 1981 | La azotea                                 | Miguel Ángel Díez                 | -                          |
| 1980 | La patria del rata                        | Francisco Lara Polop              | Curioso                    |
| 1980 | El gran secreto                           | Pedro Mario Herrero               | Padre de Nicolás           |
| 1980 | Unos granujas decentes                    | Mariano Ozores                    | Abuelo en ambulancia       |
| 1980 | Esperando a papá                          | Vicente Escrivá                   | Laureano Izquierdo         |
| 1980 | El alcalde y la política                  | Luis María Delgado                | -                          |
| 1980 | Tierra de rastrojos                       | Antonio Gonzalo                   | -                          |
| 1979 | El sexo ataca                             | Manuel Summers                    | Sacerdote                  |
| 1979 | Visanteta, estáte quieta                  | Vicente Escrivá                   | Sacerdote                  |
| 1979 | Supersonic Man                            | Juan Piquer Simón                 | Borracho del bar           |
| 1979 | Paco el seguro                            | Didier Haudepin                   | Tío de María               |
| 1979 | El virgo de Visanteta                     | Vicente Escrivá                   | Tío de María               |
| 1978 | El hombre que yo quiero                   | Juan José Porto                   | -                          |
| 1978 | Rebeldía                                  | Andrés Velasco                    | Bedel                      |
| 1978 | El sacerdote                              | Eloy de la Iglesia                | Loco                       |
| 1977 | Abortar en Londres                        | Gil Carretero                     | -                          |
| 1977 | Cuentos de las sábanas blancas            | Mariano Ozores                    | Ataulfo                    |
| 1977 | Del amor y de la muerte                   | Antonio Giménez Rico              | -                          |
| 1977 | El monosabio                              | Ray Rivas                         | Peñista                    |
| 1977 | Niñas... al salón                         | Vicente Escrivá                   | Padre de Benito            |
| 1977 | In memoriam                               | Enrique Brasó                     | -                          |
| 1977 | Estoy hecho un chaval                     | Pedro Lazaga                      | Benito                     |
| 1977 | Camada negra                              | Manuel Gutiérrez Aragón           | Joaquín                    |
| 1977 | Mi primer pecado                          | Manuel Summers                    | Cura                       |
| 1977 | Eva, limpia como los chorros del oro      | José Truchado                     | Don Íñigo                  |
| 1976 | El segundo poder                          | José María Forqué                 | -                          |
| 1976 | La lozana andaluza                        | Vicente Escrivá                   | Maestresala Perugino       |
| 1976 | Señoritas de uniforme                     | Luis María Delgado                | Hombre en autobús          |
| 1976 | Vuelve, querida Nati                      | José María Forqué                 | Don Ignacio                |
| 1976 | La Corea                                  | Pedro Olea                        | -                          |
| 1976 | El secreto inconfesable de un chico bien  | Jorge Grau                        | Antonio                    |
| 1976 | El señor está servido                     | Sinesio Isla                      | Abuelo Arregui             |
| 1976 | Amor casi... libre                        | Fernando Merino                   | Profesor de autoescuela    |
| 1975 | ¡Ya soy mujer!                            | Manuel Summers                    | Don Emilio                 |
| 1975 | Obsesión                                  | Francisco Lara Polop              | Fotógrafo                  |
| 1975 | Zorrita Martínez                          | Vicente Escrivá                   | Paciente                   |
| 1975 | El adúltero                               | Ramón Fernández                   | Don Aniceto                |
| 1975 | Las bodas de Blanca                       | Francisco Regueiro                | Alejandro                  |
| 1975 | De profesión: polígamo                    | Angelino Fons                     | Don Antonio                |
| 1974 | Polvo eres...                             | Vicente Escrivá                   | Don Víctor                 |
| 1974 | Las obsesiones de Armando                 | Luis María Delgado                | Cura                       |
| 1974 | Yo la vi primero                          | Fernando Fernán Gómez             | Don Constantino            |
| 1962 | Los que no fuimos a la guerra             | Julio Diamante                    | -                          |
| 1961 | El retrato                                | Wilhelm Ziener                    | -                          |
| 1961 | La lágrima del diablo                     | Julio Diamante                    | -                          |
| 1961 | Alma aragonesa                            | José María Ochoa                  | Mozo                       |
| 1960 | El viejecito                              | Manuel Summers                    | -                          |
| 1960 | El viejecito                              | Francisco Prósper                 | -                          |
| 1955 | Mister Arkadin                            | Orson Welles                      | -                          |

## Libros
Algunas de sus obras son:
- Castellón (1959) 

- La Albufera (1958) 

- El correo (1957) 

- La ganadería (1957) 

- El Duque de Gandía (1956) 

- La Imprenta en España (1956) 

- Hierros y rejerías (1955) 

- Don Jaime I, el Rey de las tierras del sol (Editorial Gran Capitán, colección «Milicia de España», 1948) 